# ووزدویژنکا (شهرستان تویمازینسکی، باشقیرستان)
ووزدویژنکا (انگلیسی: Vozdvizhenka, Tuymazinsky District, Republic of Bashkortostan) یک شهرک در شهرستان تویمازینسکی استان باشقیرستان کشور روسیه است.